# Roco
Das österreichische Unternehmen Roco Modelleisenbahn GmbH (vormals Roco Modellspielwaren GmbH) ist ein Hersteller von Modelleisenbahnen und gehört wie Fleischmann zur Modelleisenbahn-Holding. 2015 machte das Unternehmen einen Umsatz von 47 Mio. Eur.

## Unternehmen
Die produzierten Modelleisenbahnen haben die Nenngrößen H0 (1:87) sowie in geringerem Umfang TT (1:120) und H0e (1:87) (Schmalspur). Entwicklung und Fertigung in N (1:160) wurden nach der Übernahme der Firma Fleischmann durch die gemeinsame Muttergesellschaft Modelleisenbahn Holding aufgegeben. Roco ist in Europa nach Märklin mit 128 Mio. und Hornby mit 70,6 Mio. mit derzeit 55 Mio. Euro Jahresumsatz der drittgrößte Anbieter in der europäischen Modelleisenbahnbranche. (Umsatzzahlen Stand 2008)

## Geschichte

### Gründerjahre
Gegründet wurde Roco im Jahre 1960 von dem Ingenieur Karlheinz Rössler († 17. April 1977). Zuerst wurden Spielsachen hergestellt, wenig später unter der Bezeichnung „Roco minitanks“ auch Militärmodelle von Fahrzeugen diverser Streitkräfte. 1967 verlegte sich Rössler auf die Produktion von Modelleisenbahnen und fertigte, zunächst im Auftrag für Modellbahnfirmen aus den USA, Lokomotiven und Wagen im Maßstab 1:87, Spur H0 und 0 (1:45). Roco brachte im Jahr 1967 erstmals H0-Güterwagen-Modelle nach europäischen Vorbildern in Eigenregie auf den Markt. Besonders in Deutschland erzielten diese wegen ihrer Preiswürdigkeit und hohen Detaillierung Erfolge. Zu Rocos ersten Lokkonstruktionen für den deutschen Markt gehörte ein Modell der DB-Baureihe 215, das 1973 auf den Markt gebracht wurde. Danach folgten 1975 Modelle der vierachsigen Umbau-Wagen der DB.
Zu Beginn der 1970er Jahre betätigte sich Roco auch in der Spurweite 0. Allerdings wurden diese Aktivitäten mangels wirtschaftlichen Erfolgs nicht weiter verfolgt und die Produktlinie wieder eingestellt.

### Der große Markteinstieg

Logo der Roco Modellspielwaren GmbH von 2002–2005

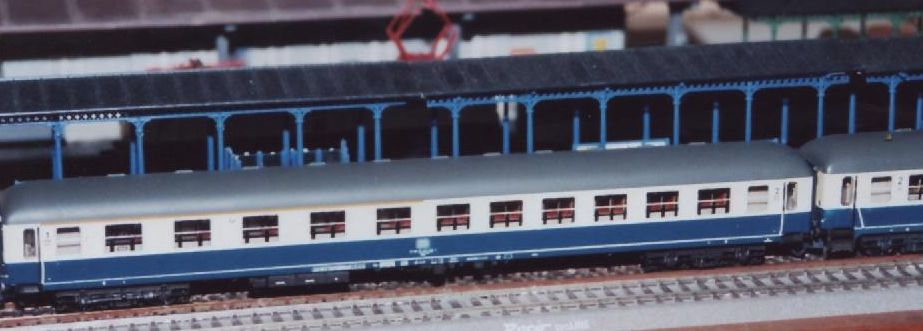
Modell eines D-Zug-Wagens der DB vom Typ ABm^{225}

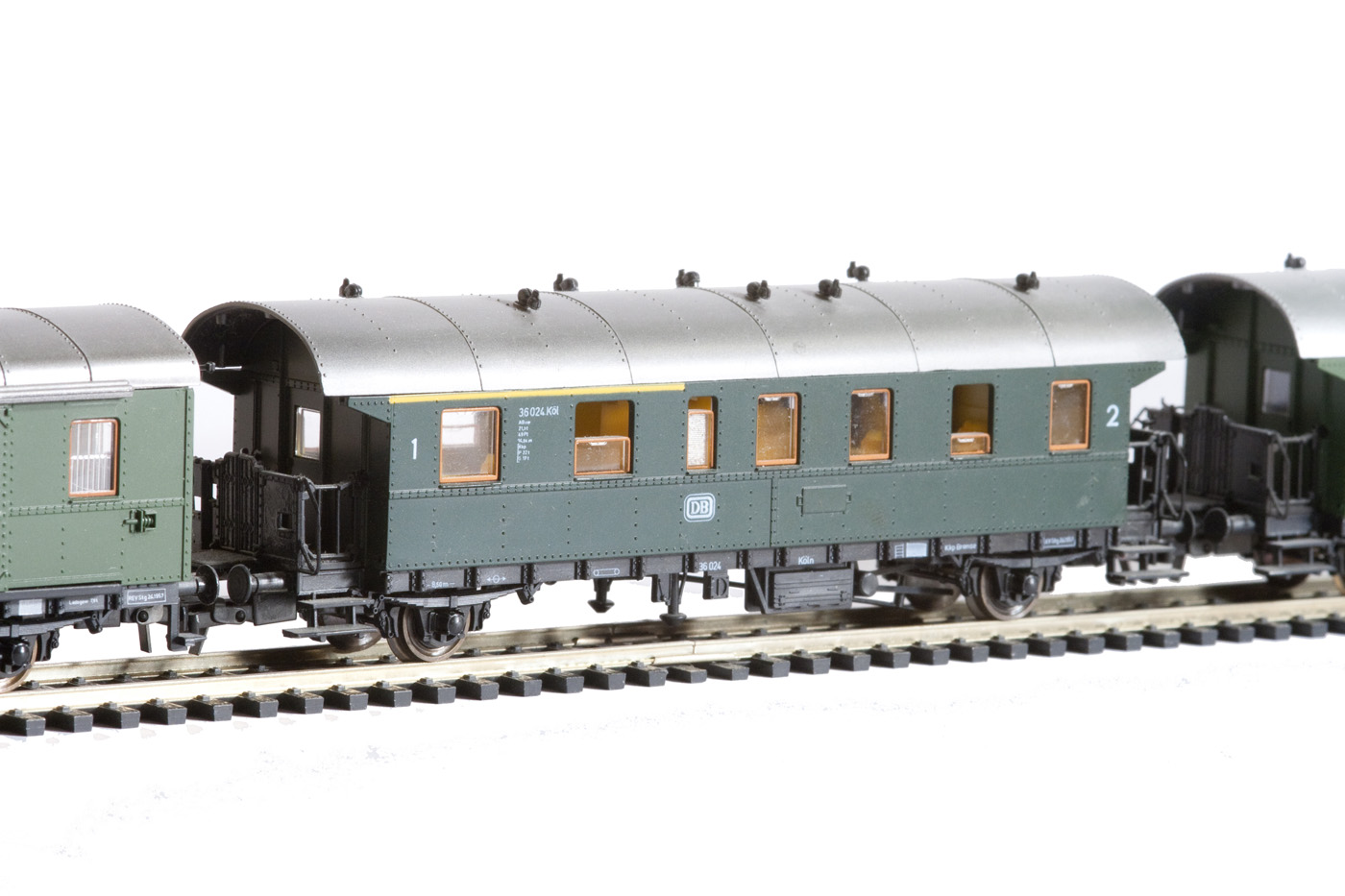
Personenwaggon im Maßstab H0

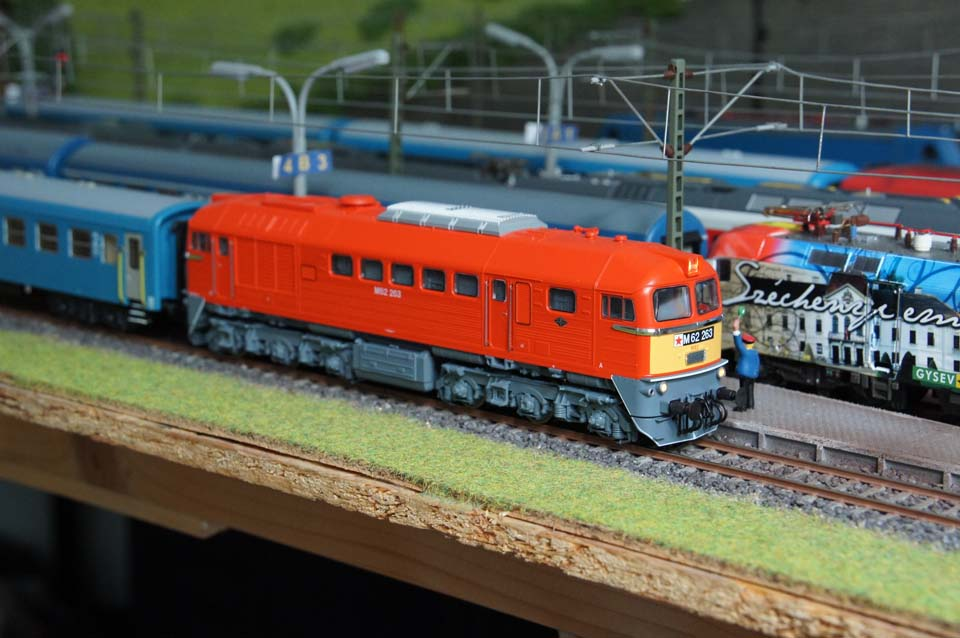
Ungarische Diesellok M62 263 im Maßstab H0

Im Jahr 1975 gelang es Roco, einen großen Teil der Werkzeuge aus dem Bestand des kollabierten Modellbahnherstellers Röwa zu übernehmen. Dieser Schritt verhalf Roco zum endgültigen Durchbruch auf dem europäischen Modellbahnmarkt. Der Erfolg hing auch damit zusammen, dass die feinst-detaillierten früheren Röwa-Modelle nur noch 60 Prozent des vormaligen Röwa-Preises kosteten und damit sogar günstiger als die weniger gut ausgeführten Modelle der Konkurrenz waren.
1977 wurden die Röwa-Modelle, die überwiegend TEE-Wagen, Schnellzugwagen, Silberlinge und Eilzugwagen, aber auch die S-Bahn-Triebwagen Baureihe 420 und zahlreiche Güterwagen, wiedergaben, durch eigene Konstruktionen ergänzt, darunter die europaweit beschafften Eurofima-Wagen und Corail-Wagen der SNCF.
Gleichfalls mit dem Markteinstieg der Röwa-Modelle 1976 wurden Modelllokomotiven nach DB-Vorbild wie 110 und 140 in sehr vielen Varianten und die 111 angeboten. Das Programm wurde stetig ausgebaut. Neben DB-Vorbildern bildeten Modelle der ÖBB einen Schwerpunkt bei Roco.
Im H0-Bereich waren die von Röwa übernommenen Reisezugwagen schon im Längenmaßstab von 1:100 nachgebildet. Die großen deutschen Modellbahnhersteller Fleischmann, Märklin und Trix hatten zu dieser Zeit noch wesentlich stärker verkürzte Reisezugwagen im Angebot.
Nur Firmen wie Liliput und Rivarossi hatten bereits 1971 bzw. 1967 maßstäblich lange Wagen ausgeführt, aber wenig Erfolg am Markt: Wegen der zu dieser Zeit auf den Modellbahnanlagen noch vorherrschenden engen Radien bei Kurven und Weichen gab es Probleme mit dem Kurvenfahrverhalten der langen Wagen.
Einen Schritt zu längeren Wagen wagte Roco mit der Nachbildung von Einheitswagen (Schweiz, Normalspur) der SBB des Typs IV im Längenmaßstab 1:93,5, der später bei den Herstellern Fleischmann (1991) und seit 2006 bei Märklin zum Standard wurde.
Die ersten Wagen im korrekten Maßstab 1:87 von Roco waren 1983 dann wiederum Nachbildungen der Eurofima-Wagen. Roco baute die Produktlinie der maßstäblich langen Wagen zunächst zögerlich aus, darunter mit den Eilzugwagen des DB-Typs yl, um den Markt zu sondieren.
Ab 1988 wurden dann fast alle Typen, die Roco in 1:100-Länge im Programm hatte, auch im korrekten Maßstab produziert. Heute werden die verkürzten Wagen fast nur noch im Einsteiger-Sortiment angeboten.
Innovativ blieb Roco auch mit einem 1989 vorgestellten Gleissystem für Zweileiter-Bahnen, dem sogenannten Rocoline, das einen an Vorbildmaßen ausgerichteten Bettungskörper aus Gummi als Nachbildung des Oberbaus besaß.
Zudem verfügte dieses Gleissystem über niedrigere Schienenprofile als sonst bei den anderen deutschen Traditionsherstellern üblich – 2,1 statt 2,5 mm, womit man nah an einem maßstäblichen Gleis lag (UIC 60-Gleise wären in H0 ca. 1,9 mm hoch).
Das Gleissystem wurde jedoch aufgrund patentrechtlicher Probleme bis 2017 nur noch ohne die Bettung angeboten, seitdem wird es sowohl mit als auch ohne Bettung produziert. Ersatzweise wurde ein geoline genanntes Gleisprogramm mit festem Bettungskörper aus Kunststoff als Oberbaunachbildung entwickelt, das dem C-Gleis von Märklin und Trix recht ähnlich ist. Dieses sollte mit dem dritten Monatsquartal 2019 eingestellt werden, dies wurde jedoch zurückgezogen und stattdessen das Fleischmann Profigleis in H0 eingestellt. Von diesem werden seitdem nur noch Restbestände verkauft.
In den frühen 1980er Jahren experimentierte Roco mit einem Elektronikfahrpult und einem Gleisbildstellwerk für Modellbahnen.
Röwa entwickelte eine Kurzkupplung, mit der Modellbahnwagen, die wegen der dort üblichen engen Radien zwangsläufig nicht eng gekuppelt fahren können, nun vorbildgerecht eng gekuppelt wurden. Erreicht wurde dies mit einer speziellen Kinematik der Kupplungsdeichselführung. Die Wagen werden nur in den Kurven auseinander gedrückt bzw. gezogen, damit sich die Puffer nicht verhaken können. 1975 bot Roco Kurzkupplungen zum Nachrüsten an, 1976 erschien eine verbesserte Variante. Andere Hersteller folgten diesem Trend erst 1985 (Fleischmann) und 1987 (Märklin), beide bieten diese Kupplungen allerdings heute standardmäßig an ihren Fahrzeugen an, Roco nur als Austauschteil.
Ab 1993 erschien bei Roco eine neue Kurzkupplung („Universalkupplung“, UK), die wie die Märklin-KK mit den bis dato üblichen Modellbahn-Standardkupplungen und sogar mit dem Märklin-Produkt kompatibel ist. Im Gegensatz zur Märklin-Kurzkupplung verhakte sich diese Kupplung nicht mit den Puffern langer Modellbahnwagen. Wegen patentrechtlicher Probleme wurde diese Kupplung ab Ende 2005 nicht mehr angeboten, ist aber seit August 2007 wieder im Angebot.

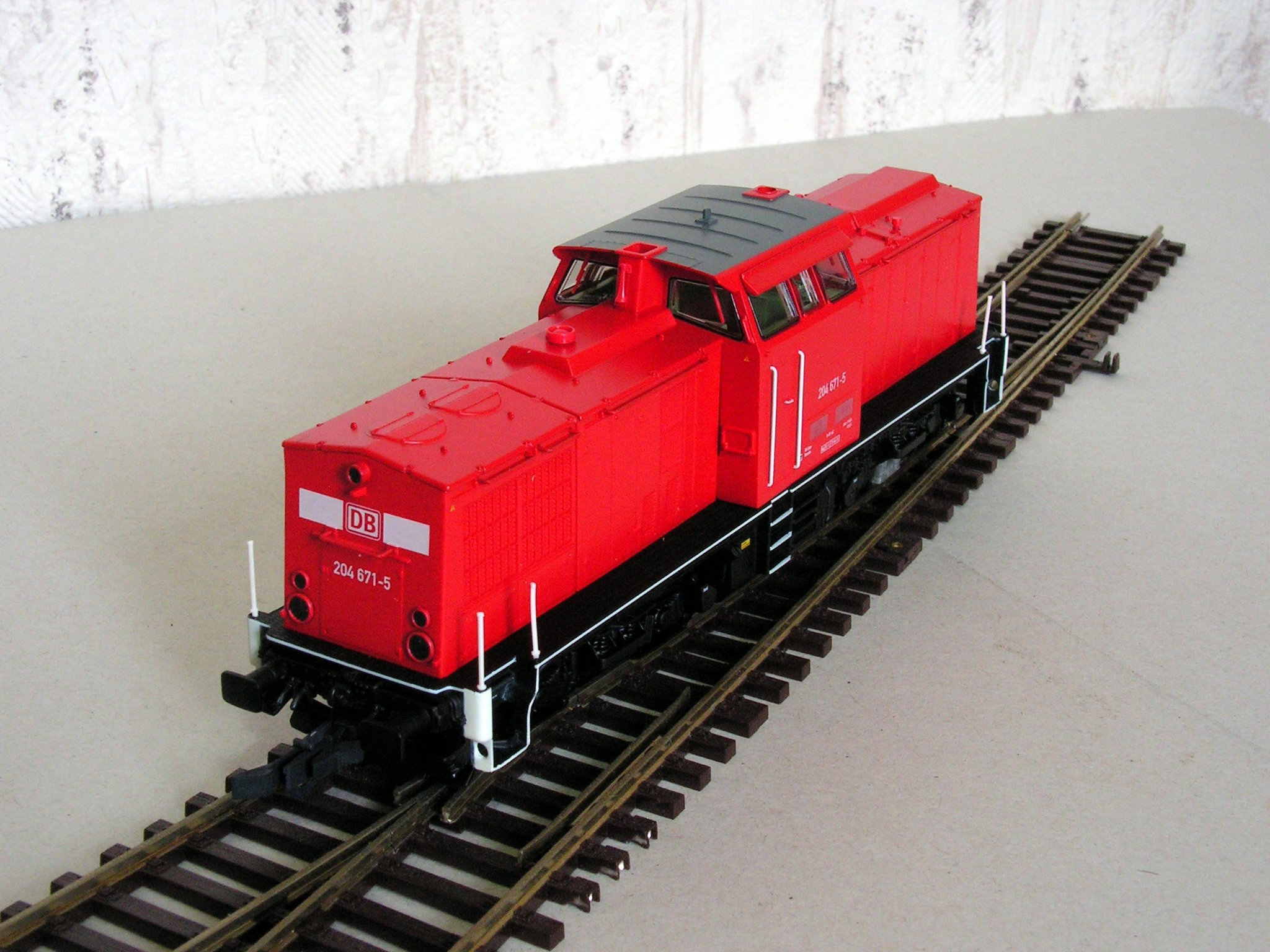
BR 204 als Roco-Modell

### Insolvenz und deren Ursachen
Roco geriet – wie auch andere Modelleisenbahn-Hersteller – in wirtschaftliche Schwierigkeiten und meldete am 15. Juli 2005 Konkurs an. Ursachen dafür waren angeblich mangelnde Qualität, falsche Modellauswahl und andere Managementfehler, die die beteiligten Banken die Notbremse ziehen ließen, wie es in Modellbahnforen von Kritikern, aber auch in der Presse hieß.
Die Geschäfte wurden von einer Auffanggesellschaft (bis heute Eigentümer) mit Namen Modelleisenbahn GmbH fortgeführt, die auch die Rechte am Markennamen Roco besitzt. Ein wesentliches Problem besteht darin, dass diverse Patente nicht von Roco, sondern auf den Namen des früheren und abgesetzten Geschäftsführers angemeldet wurden. Damit konnten nach dem Neuanfang diverse Produkte nicht mehr, erst nach Rechtsstreit oder nur in leicht geänderter Form (z. B. der sogenannte Flüsterschleifer) produziert werden.
Nach einem am 8. Juli 2008 ausgestrahlten Bericht des ZDF-Magazins Frontal21 stellte sich die Insolvenzursache des Unternehmens indes völlig anders dar. Demnach war Roco zuvor mit der Aussicht auf preiswerte Kredite gelockt worden. Nur einige Wochen nach Abschluss der Kreditverträge mit dem Raiffeisenverband Salzburg habe dieser dann ohne ersichtlichen Grund alle Kredite fällig gestellt. Der damalige Unternehmensinhaber Peter Maegdefrau (Eigentümer 2002–2005): „Ich kann mir das bis heute nicht erklären, wie man zu solchen Schritten kommt, wenn man einige Wochen vorher zusammensitzt, über Partnerschaft spricht, über langfristige Bindungen.“ Danach hätten Maegdefrau und seine 800 Mitarbeiter anschließend in der Kreditfalle gesessen: Die Konten seien gesperrt worden, das Unternehmen habe Insolvenz anmelden müssen, wovon der Raiffeisenverband Salzburg in erheblichem Maße profitiert habe.
Nach den Recherchen von Frontal 21 wusste die Bank sehr wohl, dass das Unternehmen Roco sich gut entwickelte. Für die schon vor der Insolvenz gegründete Auffanggesellschaft hatte der Raiffeisenverband einer internen Prognose zufolge – die der Raiffeisenverband Salzburg auf Anfrage von Frontal 21 nicht kommentieren wollte – mit 3,8 Millionen Euro Gewinn bei einem Verkauf gerechnet. Peter Maegdefrau reichte gegen den Raiffeisenverband Salzburg eine gerichtliche Klage auf Schadensersatz i. H. v. 40 Millionen Euro ein.
Anders sah die Staatsanwaltschaft Salzburg die Ursachen der Insolvenz. Gemäß einem Bericht in den Salzburger Nachrichten vom 21. Juli 2007 war die Staatsanwaltschaft Salzburg nach Prüfung aller Vorgänge überzeugt, dass Maegdefrau die Zahlungsunfähigkeit des Unternehmens grob fahrlässig herbeigeführt hat. Darüber hinaus wurde ihm von der Staatsanwaltschaft vorgeworfen, Vermögensbestandteile des Unternehmens beiseitegeschafft zu haben und auch Geld vom Unternehmenskonto an sein Privatkonto transferiert zu haben. In der Anklageschrift vom 3. Juli 2007 wird Maegdefrau betrügerische Krida und grob fahrlässige Beeinträchtigung von Gläubigerinteressen angelastet.
Am 3. Mai 2010 wurde Maegdefrau vom Landesgericht Salzburg wegen mehrerer Betrugsdelikte zu einer Haftstrafe von 20 Monaten verurteilt. Demnach hat er als Geschäftsführer der Roco-Gesellschaften Wirtschaftsverbrechen begangen, indem er Firmenvermögen zur Seite geschafft hat. So hat er ohne Gegenleistung Vermittlungsgebühren von rund 77.000 Euro privat kassiert. Er hat auch versucht, sich selbst kurz vor der Konkurseröffnung 94.000 Euro für angebliche Sonderleistungen auszubezahlen, obwohl er für diese Tätigkeiten ohnehin einen Geschäftsführerbezug erhielt. Auch durch die Anmeldung von im Unternehmen entwickelten Patenten auf sich selbst hat Maegdefrau dem Unternehmen unrechtmäßig Vermögen entzogen.
Das Wirtschaftsblatt vom 10. August 2007 berichtete, dass sich nach Prüfung durch die Staatsanwaltschaft Salzburg alle Vorwürfe Maegdefraus gegenüber Banken und gegenüber dem Konkursverwalter als haltlos erwiesen haben.
Die Sprecherin der Staatsanwaltschaft Salzburg teilte dem Wirtschaftsblatt mit, dass der Konkurs rechtmäßig abgewickelt worden sei und die Darstellungen von Maegdefrau unwahr seien. Dem konnte sich jedoch das Landesgericht Salzburg im Urteil vom 3. Mai 2010 nicht anschließen und sprach Maegdefrau von der Insolvenzverantwortung frei, was im Revisionsverfahren durch das OLG Linz am 21. März 2011 bestätigt wurde (AZ 35Hv 153/07y). Somit ist die Insolvenz weiterhin ein ungeklärter Fall.

### Entwicklung nach der Insolvenz
Nach der Insolvenz wurde Roco vorerst von Raiffeisen weitergeführt und im September 2007 an den Freisinger Unternehmer Franz-Josef Haslberger weiterverkauft.
Bereits 2007 konnte das Unternehmen wieder Gewinne schreiben und erzielte mit einem Umsatz von 34,6 Millionen Euro ein Plus von 12 %.
Anfang 2008 hat die deutsch-österreichische Modelleisenbahn Holding, der Eigentümer der Roco Modelleisenbahn GmbH, auch den Mitbewerber Fleischmann, die bisherige Nummer vier am europäischen Markt – nach Märklin, Hornby und Roco – übernommen. Ende 2008 wurden auch die Rechte auf Teile des Programms der Firma Klein Modellbahn übernommen.

## Technik
Die H0-Modelle des Unternehmens sind standardmäßig für das Zweileiter-Gleichstromsystem ausgerüstet. Darüber hinaus wird jedoch von Haus aus eine Vielzahl der Modelle auch für das Mittelleiter-Wechselstromsystem des Herstellers Märklin angeboten.
Außerdem ist es üblich, dass beim Kauf von Waggonmodellen Kupplungen und Achsen für das gewünschte Stromsystem ohne Aufpreis vom Händler getauscht werden. Ein besonderes Merkmal von Roco-Lokomotiven war und ist die Ausstattung mit einer Schwungmasse, die den Modellen vorbildgerechtere Fahreigenschaften verleiht. Heute ist diese Technik bei allen gängigen Herstellern Standard.
Zur Digitalsteuerung bietet Roco das Z21-System an. Z21 versteht sich als „moderne Steuerung“ und integriert neben verschiedenen Standards der Modelleisenbahnbranche auch die Steuerung über Apps und Computer und sogenannte Virtuelle Führerstände.

## Niederlassungen
Der Unternehmenssitz ist Bergheim (Salzburg). Dort befinden sich neben Geschäftsleitung, dem weltweiten Vertrieb und Marketing auch das Produktmanagement und alle kaufmännischen Bereiche des Unternehmens. Zudem befinden sich in Bergheim die Serviceabteilung und das Ersatzteillager.
Im Werk Gloggnitz werden Teile des Roco Schienensystems, die Motoren, Platinen, Stromabnehmer, Steuerungen und Räder für die weitere Verarbeitung in den anderen Standorten hergestellt. In Gloggnitz werden aber auch die Kunststoffspritzgüsse und Spritzguss-Formen für Lokomotiven und Waggons gefertigt.
Im Roco-Werk Banská Bystrica in der Zentralslowakei befindet sich die Produktion. Hier werden die Lokomotiven beider Stromsysteme und die Waggons zusammengebaut.
Das Werk Arad (Rumänien) ist die jüngste Produktionsstätte Rocos. Hier werden der Großteil des H0-Schienen- und auch ein Teil des Roco-Waggonprogramms gefertigt.
Teile des Programms werden in Vietnam hergestellt.